# Charles & Eddie
Charles & Eddie var en Soul-duo fra USA. 1990-1995

## Diskografi
- Duophonic (1992)
- Charles & eddie – n.Y.C. 11 Versions (1992)
- Chocolate milk (1995)
- Chocolate milk(6 song sampler) (1995)

| Musikgruppe | Spire Denne artikel om en amerikansk musikgruppe er en spire som bør udbygges. Du er velkommen til at hjælpe Wikipedia ved at udvide den. |